# Marta Krawczyńska
Marta Krawczyńska (ur. 12 lipca 1988) – polska lekkoatletka, biegaczka długodystansowa.

## Kariera sportowa
Medalistka mistrzostw Polski młodzieżowców na różnych dystansach, dwukrotna medalistka mistrzostw Polski seniorów w biegu na 10 000 metrów.
Uczestniczka meczu lekkoatletycznego młodzieżowców Polska - Niemcy w 2010 (4. lokata na 3000 metrów z przeszkodami).
Podczas mistrzostw Europy w przełajach (2010) uplasowała się w szóstej dziesiątce w kategorii młodzieżowców.